# Гітгорн
Гітгорн (нід. Giethoorn) — село у громаді Стенвейкерланд, провінція Оверейсел, Нідерланди.

## Географія

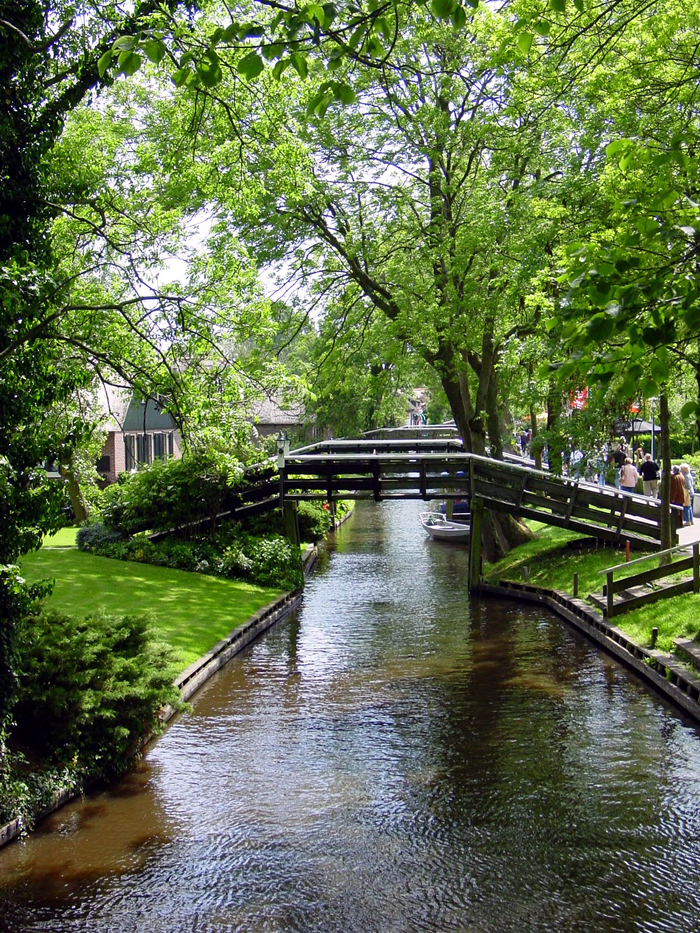
Мости на каналі у Гітгорні

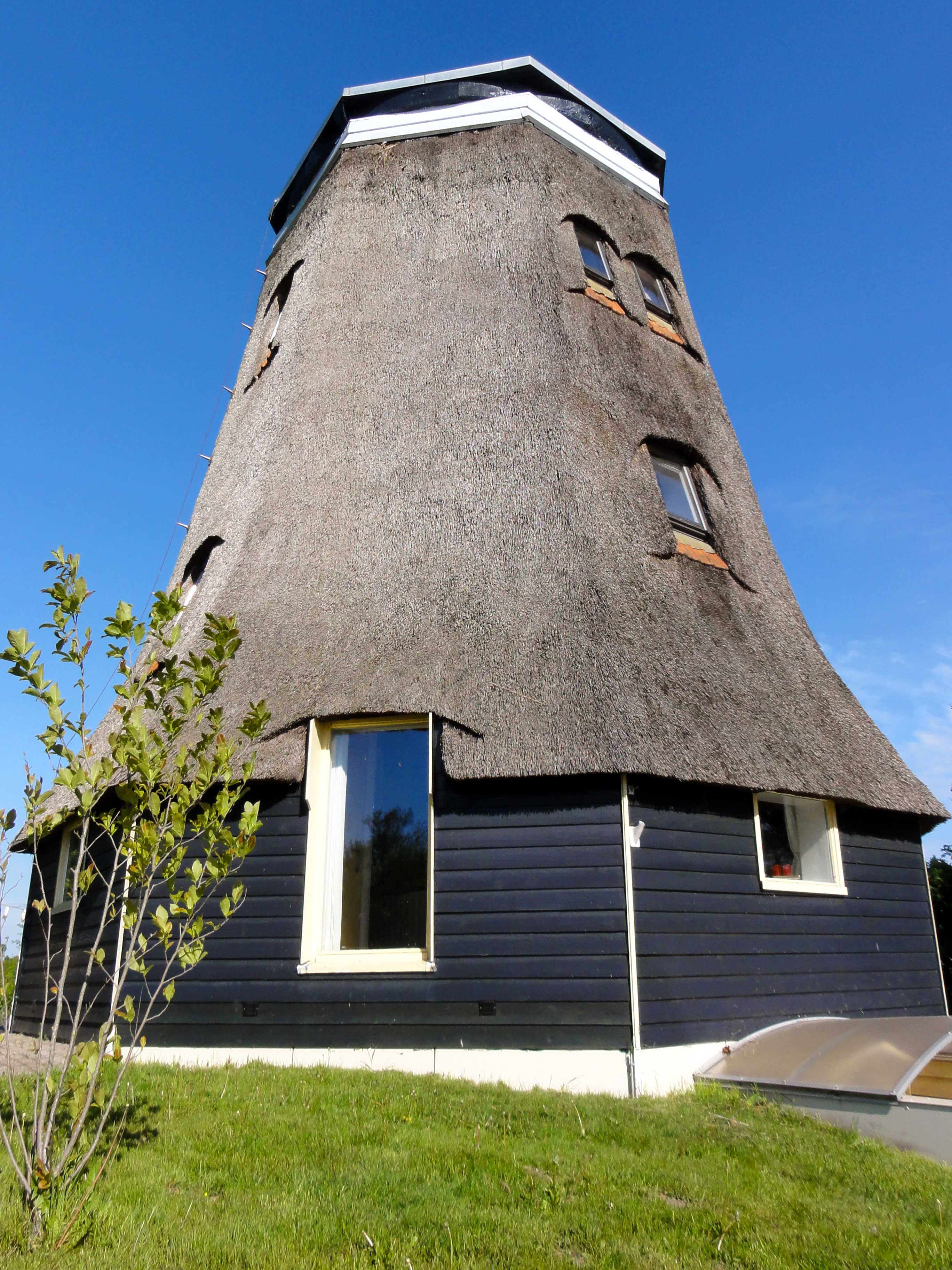
Вітряний млин Молен Баккер

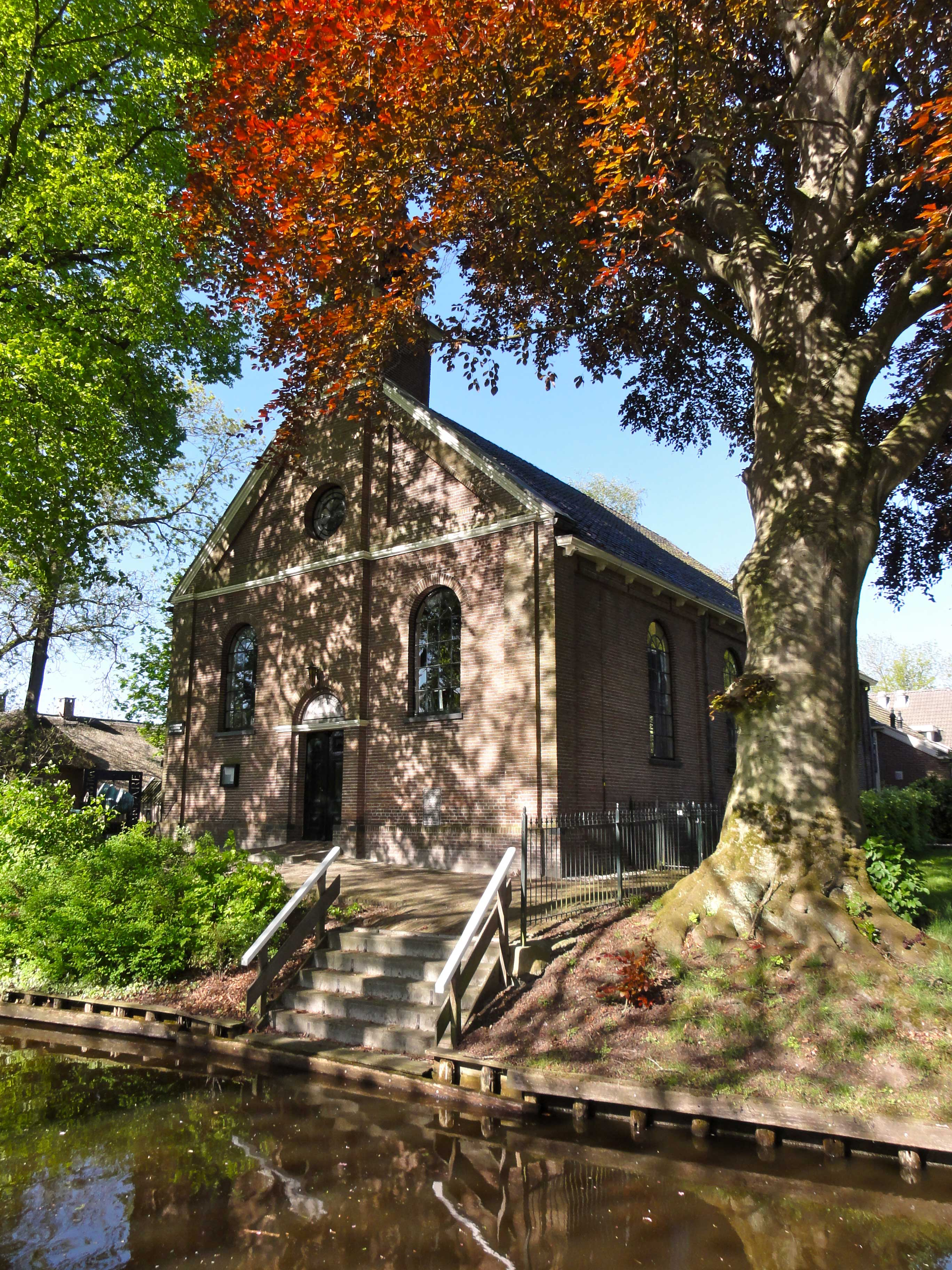
Менонітська церква

Гітгорн розташований на північному заході провінції Оверейсел. Село розділене каналами на три великі райони, які меншими каналами розділені на вулиці. Центральний канал села називається «Binnenpad» (Внутрішня доріжка).
У Гітгорні є 176 мостів, які усі є приватною власністю. Загальна протяжність каналів, глибина яких не перевищує 0,7 метра, у селі становить близько 7,5 км.
Ще донедавна по селу можна було пересуватися тільки по воді, завдяки чому село відоме також як «Північна Венеція» або «Нідерландська Венеція». Тільки у 1990-х роках була прокладено велосипедну доріжку.
У 1973 року Гітгорн увійшов до складу гементе (муніципалітету) Бредервейде, у 2001 році до гементе Стенвійк, з 2003 року в складі гементе Стенвійкерланд.

## Назва
За легендою перші переселенці-флагеланти, прибувши на територію сучасного села Гітгорн, побачили велику кількість цап'ячих рогів, що залишилися після великої повені 1170 року. Так село отримало свою назву: «giet» — цап, «hoorn» — ріг.

## Історія
Перша письмова згадка про Гітгорн датується 1225 роком.
У 1551 році в Гітгорні була заснована менонітська громада, одна з перших у Нідерландах. Нинішню менонітську сільську церкву було побудовано в 1871 році.
Місцеві мешканці займалися видобутком торфу, який викопували на території села, на своїх приватних ділянках. Канали були викопані для транспортування торфу.
Наприкінці 18 століття село перейшло від видобутку торфу, як основного виду діяльності, до тваринництва. У 19 столітті населення почало займатися промисловим рибальством.
27 травня 1921 року королева Вільгельміна зі своїм чоловіком принцом Гендріком побували у селі.
У 1928 році, на захід від Гітгорна, був створений польдер площею 1390 га.
Видобуток торфу в районі села Гітгорн був повністю припинений у 1950 році.

## Туризм
Гітгорн з кінця 19 століття був відомим туристичним об'єктом для нідерланців. Проте світову популярність село здобуло після того, як нідерландський кінорежисер Берт Ганстра у 1958 році показав його в своїй стрічці «Фанфари», яка була номінована на «Золоту пальмову гілку» у 1959 році.
Нині Гітгорн є дуже популярне серед китайських туристів. У селі з населенням всього 2620 мешканців щороку буває від 150 000 до 200 000 китайських туристів.
Частина Гітгорна, площею 334,2 га, у 25 березня 1985 року визнано національним культурним надбанням Нідерландів, та перебуває під охороною держави.

## Галерея

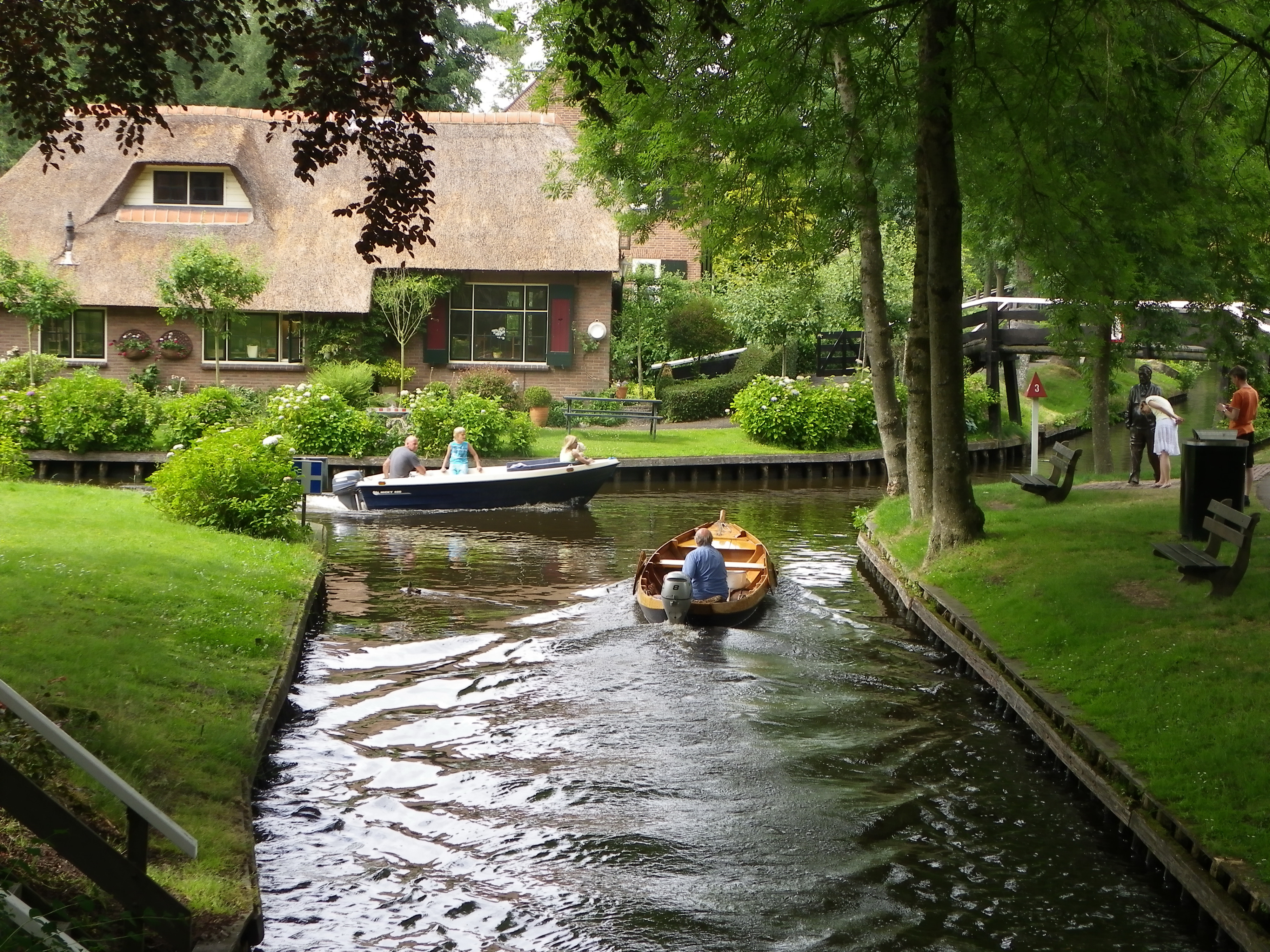
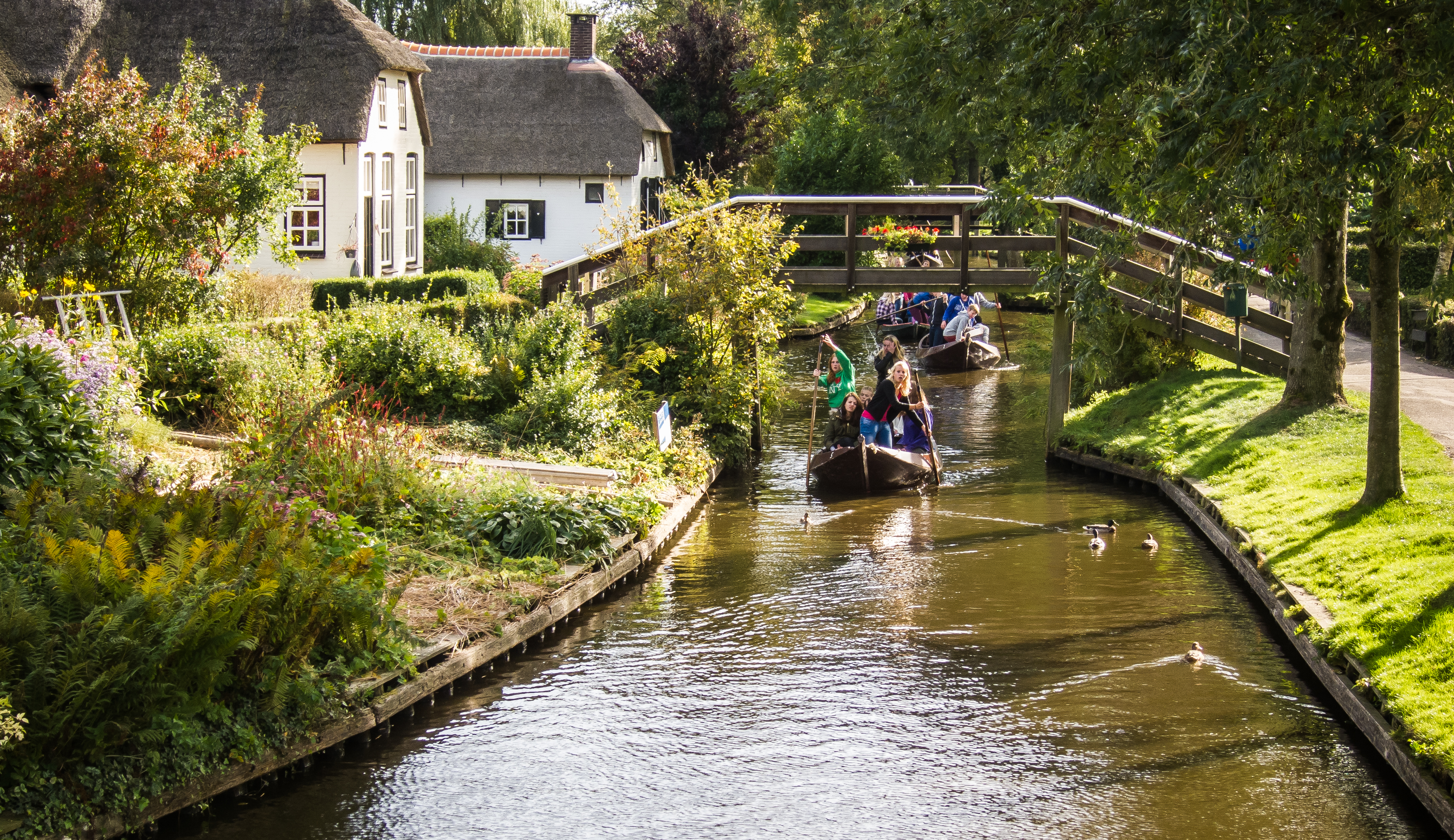
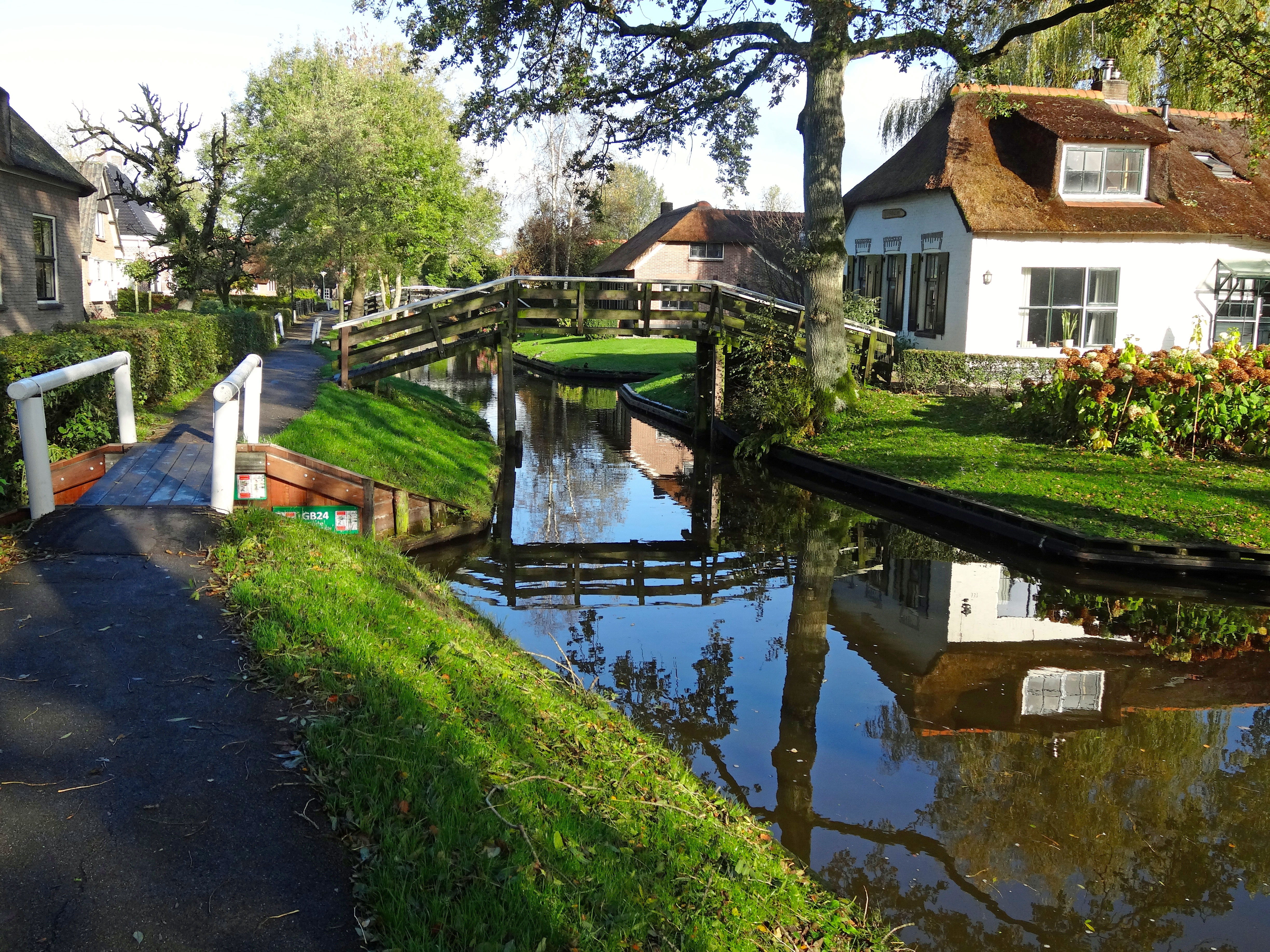
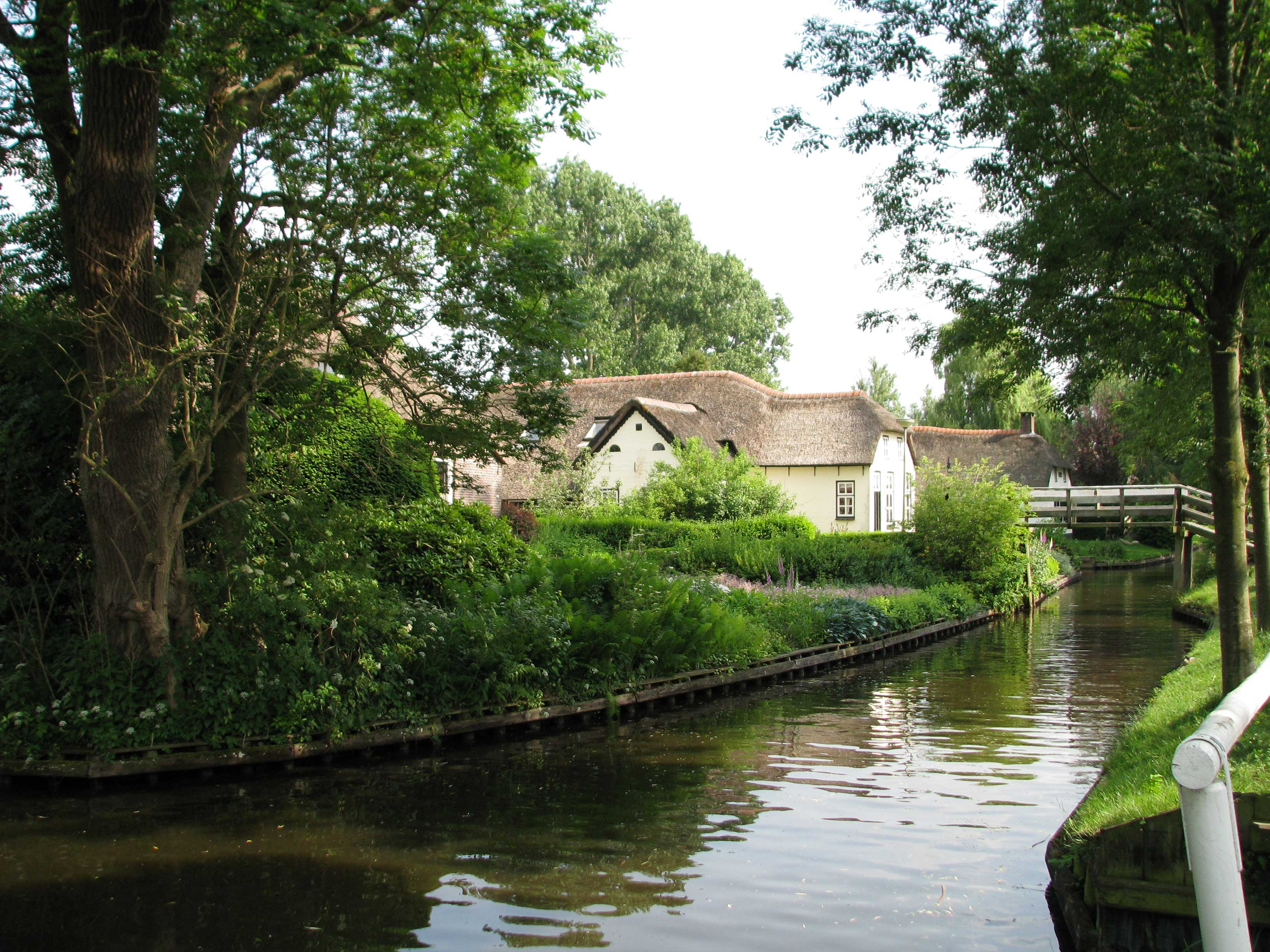
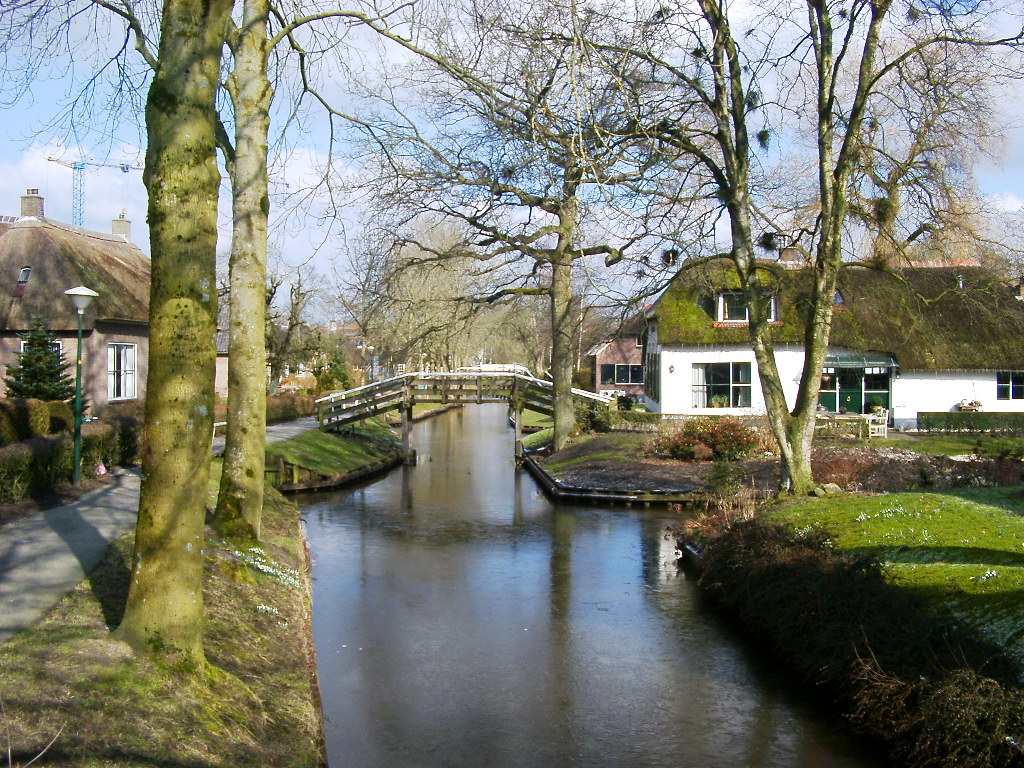